# Targoum des Prophètes
Le Targoum des Prophètes, également appelé  Targoum Jonathan (תרגום יונתן בן עוזיאל), Targoum Yonasan ou Targoum Yonatan, est le Targoum oriental (babylonien) officiel des Nevi'im. Ses origines anciennes sont toutefois occidentales, c'est-à-dire de la Terre d'Israël.
Avec le Targoum Onkelos, ils sont les deux Targoums faisant officiellement autorité dans la tradition judaïque. Globalement, leurs styles sont proches, bien que le Targoum des Prophètes semble par endroits être une paraphrase plus imprécise,. Il présente un texte proche du standard massorétique et fréquemment vocalisé.
Selon Josep Ribera-Florit, « la richesse exégétique des Prophètes postérieurs, et tout particulièrement du prophète Isaïe, a marqué de manière singulière l'idéologie juive dans la période de la naissance du christianisme ».
On considère parfois Yonathan ben Ouzziel comme son auteur, car la tradition talmudique attribue à ce dernier la rédaction d'un Targoum des prophètes, mais il est loin d'être établi que le Targoum préservé jusqu'à nos jours soit bien le sien.
À l'époque talmudique, et aujourd'hui encore chez les communautés juives yéménites, les vers du Targoum Jonathan sont lus à la synagogue en alternance avec les vers hébreux du Haftarah, conformément aux recommandations du Talmud (de même que le Targoum Onkelos pour la Torah).
Des fragments d'un hypothétique Targoum des Prophètes complet sont également connus et désignés sous le nom de Targum Yerushalmi, « Targoum de Jésusalem ». Il ne doit cependant pas être confondu avec le Targoum de la Torah connu sous le nom de Targoum Pseudo-Jonathan (ou Yerushalmi I), lui aussi faussement attribué à ben Ouzziel (en raison d'une erreur de transcription) et aujourd'hui connu sous sa forme médiévale.